# بريدراغ بافلوفيتش
بريدراغ بافلوفيتش (بالصربية: Предраг Павловић)‏ (و. 1986  م) هو لاعب كرة قدم، من صربيا، ولد في كروشيفاتس، شارك في الألعاب الأولمبية الصيفية 2008، يلعب كلاعب وسط.

## روابط خارجية
- بريدراغ بافلوفيتش على موقع الاتحاد الأوربي (الإنجليزية)
- بريدراغ بافلوفيتش على موقع اتحاد المجر (الهنغارية)
- بريدراغ بافلوفيتش على موقع قاعدة بيانات كرة القدم.إي يو (الإنجليزية)
- بريدراغ بافلوفيتش على موقع Soccerway.com (الإنجليزية)
- بريدراغ بافلوفيتش على موقع عالم كرة القدم.نت (الإنجليزية)
- بريدراغ بافلوفيتش على موقع أوليمبيديا (الإنجليزية)